# Gottfried Daniel Krummacher

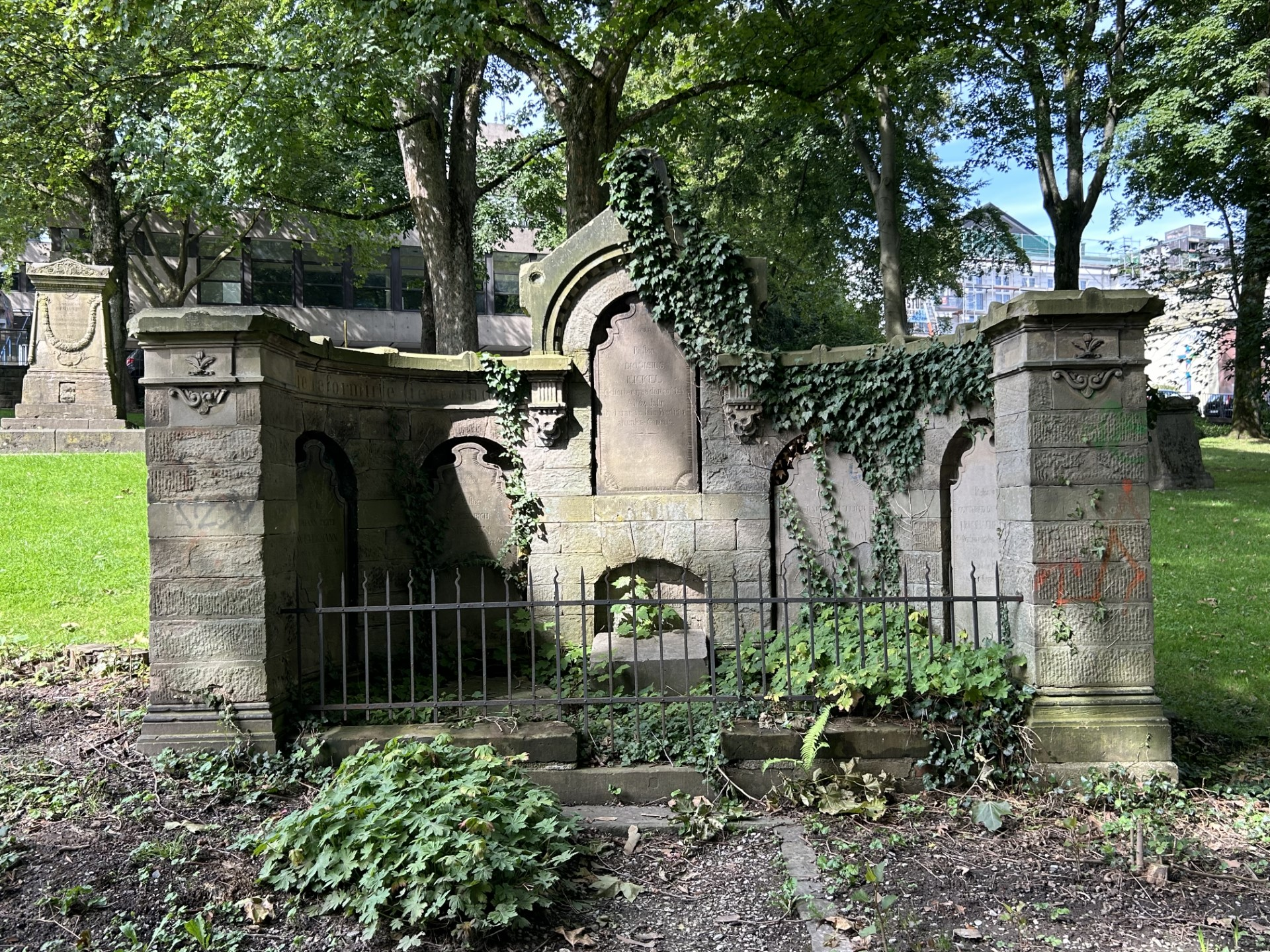
Grafmonument predikanten Niederländisch Reformierte Gemeinde in Elberfeld op de oude begraafplaats. (Momenteel Else-Lasker-Schüler Park)

Gottfried Daniël Krummacher (Tecklenburg, 1 april 1774 – Elberfeld, 30 januari 1837) was een Duits predikant die door zijn voornamelijk postuum uitgegeven geschriften,  bekendheid kreeg in Nederland. Hij was een neef van Friedrich Wilhelm Krummacher (1796-1868) en in veel opzichten een geestverwant van H.F. Kohlbrugge.  

## Biografie
Krummacher bezocht het gymnasium in Hamm. Tijdens zijn theologische studie in Duisburg werd hij geconfronteerd met de denkbeelden van de filosoof Voltaire en Karl Friedrich Bahrdt (1741-1792), een protestants bijbelgeleerde die zijn geloof nagenoeg kwijt raakte. Krummacher begon aan alles te twijfelen, zowel aan de denkbeelden die hij meekreeg tijdens zijn christelijke opvoeding, de leer van de kerk, aan de belijdenisgeschriften en de Bijbel. Volgens zijn biograaf "greep het koude cynische klimaat hem naar de keel, maar nooit kon hij zich ten volle aan het ongeloof overgeven. Hij spartelde daarin als in een net en hij gevoelde dat een vreemde macht hem overheerste en gekluisterd hield."   
Anton Wilhelm Peter Möller (1762-1846), een orthodox bijbelgeleerde, stimuleerde Krummacher zijn studie toch door te zetten en nadat hij zich ontworsteld had aan zijn geloofscrisis kreeg hij na afronding van zijn studie een betrekking als huisonderwijzer. Intussen kwam hij in aanraking met christenen die behoorden tot de piëtistische stroming en las boeken die in deze kring veel werden gelezen: Der vromen ondervinding op de weg naar de hemel van Lambertus Myseras en De christenreis naar de eeuwigheid van John Bunyan. De inhoud van deze boeken en de contacten met deze gelovigen maakten indruk op hem.   
In 1798 deed Krummacher zijn intrede als predikant in Baerl, in 1801 vertrok hij naar Wülfrath om ten slotte predikant te worden in Elberfeld. Rond 1816 was dit een bloeiende industriestad met een groeiende kloof tussen arm en rijk. De wetenschap en de politiek werden beheerst door de denkbeelden van de verlichting en het liberalisme. Krummacher droeg door zijn prediking bij aan een opwekking van het gereformeerde geloof in de lijn van Johannes Calvijn. Een denker als Friedrich Engels verweet daarentegen predikers als Krummacher "dat zij het arbeidersvolk verdoofden door hen hoop te geven op een beter leven in een hiernamaals."   
Op 11 februari 1816 deed Krummacher zijn intrede in Elberfeld. Tijdens de eerste periode van zijn verblijf hier, hield hij een prekenserie over de aartsvader Jakob. Deze preken verschenen later in druk en werden ook in het Nederlands vertaald. Ook zijn andere geschriften kregen meer bekendheid.   
Omdat Krummacher beschuldigd werd van antinomianisme moest hij op 24 oktober 1819 voor een synodale commissie een preek houden over Romeinen 6: 1, 2. De beschuldigingen waren aangemoedigd door het optreden van een groep gelovigen die zich op Krummacher beriepen, maar in de leer van het evangelie en de vrijheid in Christus zo ver gingen, dat zij van een christelijke wet niet meer weten wilden. Krummacher bestreed het misverstand door te stellen: "de bestrijders van de wet houden zich aan één gedeelte van de waarheid, zonder het andere gedeelte, dat er wezenlijk toe behoort, te erkennen. Zij stellen die uitspraken op de voorgrond, waar geleerd wordt, dat Christus het einde der wet is, dat de wet geen nut doet, dat zij slechts toorn werkt, dat zij de kracht is der zonde, en door Christus voor ons is vervuld; zodat ons nu, indien wij geloven, Zijn genoegdoening gerechtigheid en heiligheid geschonken en toegerekend wordt. Dit alles is waar. Maar het is niet minder waar, dat de wet goed is, zo iemand die wettelijk gebruikt. Dat zij een spiegel is, in welke wij de gedaante van onze oude mens aanschouwen, een tuchtmeester die ons tot Christus brengen moet; maar zij is daarenboven een richtsnoer, naar hetwelk wij in de kracht van Christus ons leven en onze gedragingen moeten inrichten, Wiens Geest uit ons mensen maken wil, die Zijn geboden bewaren, Zijn rechten houden, en daarnaar doen, die Zijn wet in hun hart geeft en in hun verstand schrijft. Mensen daarentegen die dit niet erkennen willen, mensen die geen geboden, van geen waarschuwing, van geen vermaning weten en horen willen, bewijzen daardoor, dat zij het evangelie, waarop zij zich beroemen, niet verstaan, en dat het bij hen geen levendmakende kracht verkregen heeft. Anders zouden zij zich met vreugde laten onderwijzen  wel wetende, dat Christus rijk is over allen die Hem aanroepen, dat Hij bekwaam kan maken tot alle goed werk, en ons de kracht schenken om Hem welbehagelijk te leven."    
Op 31 juli 1833 preekte op uitnodiging van Krummacher dr. H.F. Kohlbrugge in Elberfeld. Die hield toen zijn later beroemd geworden 'komma preek' over Romeinen 7: 14.      
Op 30 januari 1837 overleed Krummacher op 63-jarige leeftijd. Hij ligt begraven op het momenteel gehete Else Lasker Schüler Park, in het oude centrum van Elberfeld.      

#### Over Krummacher geschreven
- Krummacher, Emil Wilhelm Leben v. Gottfried Daniel Krummacher (Elberfeld, 1838)